# Rua Doutor César

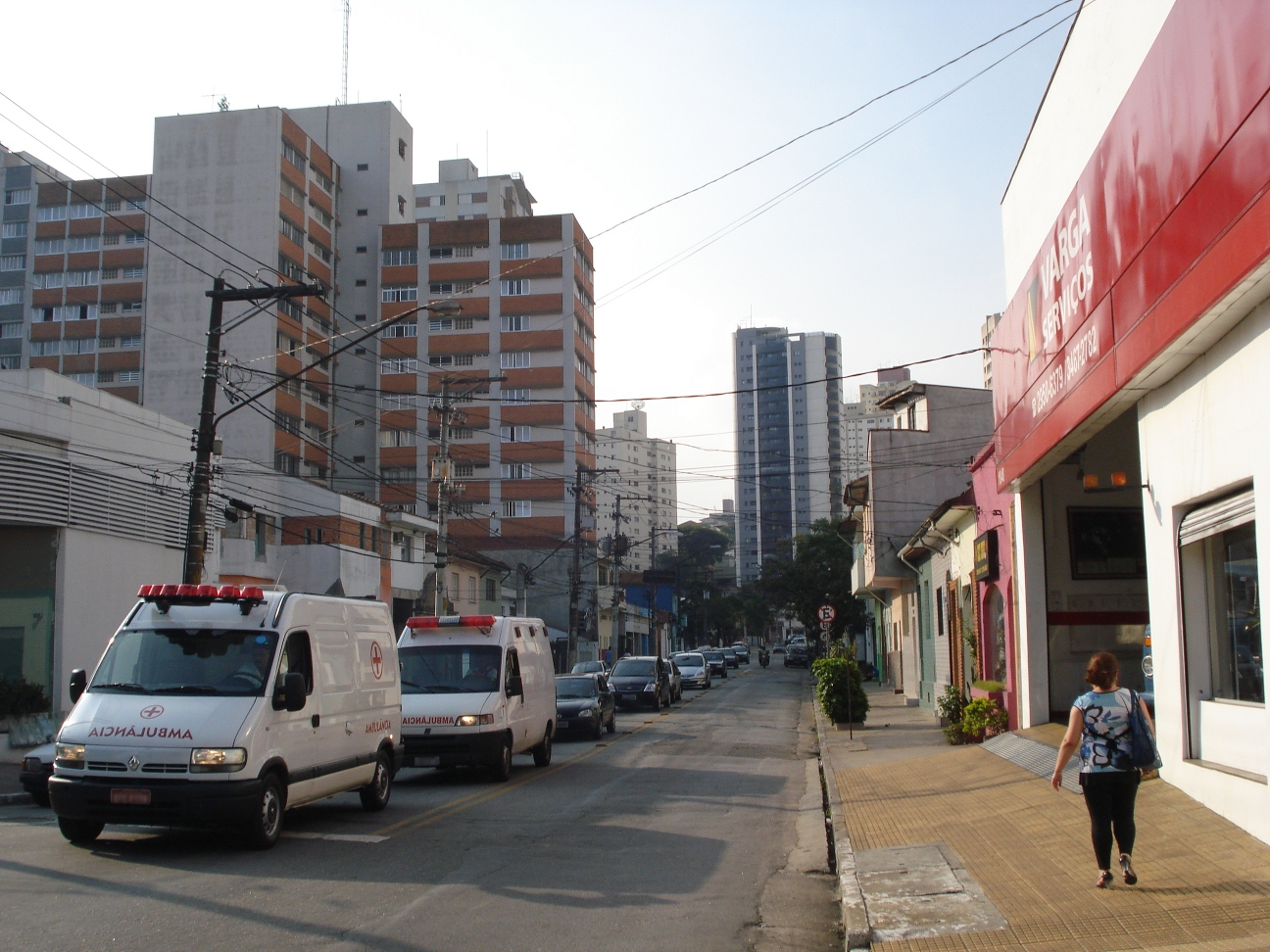
Trecho final da rua, próximo à avenida Braz Leme.

A rua Doutor César é um logradouro do município de São Paulo, SP, Brasil.
Essa rua começa na rua Voluntários da Pátria, na zona norte, liga-se a vias de Santana (bairro de São Paulo), como Rua Salete, Rua Aníbal Benévolo, Avenida Brás Leme, Rua Carlos Escobar e termina na Rua Alfredo Pujol.

## Quem Foi Doutor César
Dr. Luiz Cesar do Amaral Gama (Campos,  9 de agosto de 1848 - São Paulo, 12 de julho de 1921), foi engenheiro civil  e trabalhou na construção de obras na cidade. Percebe-se que o doutor foi homenageado em duas ruas de Santana: Doutor César e Amaral Gama.

## Características
A Doutor César é uma das ruas mais importantes, conhecidas e antigas do bairro de Santana. Possui grande concentração comercial. Destaca-se por seus bares, restaurantes e lojas.
Possui aproximadamente 17 restaurantes. À medida que se afasta da rua Voluntários da Pátria, pequenas lojas e prédios comerciais aparecem. Há também uma cervejaria, uma galeria de lojas, um espaço de cultura alternativa e dois hotéis.